# Cyanotis pilosa
Cyanotis pilosa är en himmelsblomsväxtart som beskrevs av Schult. och Julius Hermann Schultes. Cyanotis pilosa ingår i släktet Cyanotis och familjen himmelsblomsväxter. Inga underarter finns listade.